# S 21 (Schiff)
S 21 war ein Großes Torpedoboot der Kaiserlichen Marine. Das Boot gehörte zu einer zwölf Einheiten umfassenden Bauserie, die im Etatjahr 1912 seitens des Reichsmarineamtes an die Schichau-Werke vergeben wurde. S 21 ist am 21. April 1915 bei einer Kollision mit dem Kleinen Kreuzer Hamburg gesunken.

## Geschichte

### Bau und Indienststellung
Die Schichauwerft im westpreußischen Elbing begann 1911 mit dem Bau der aus S 13 bis S 24 bestehenden Bootsserie. Das neunte Boot mit der Baunummer 872, für das die Bezeichnung S 21 vorgesehen war, stand am 15. Februar 1913 zum Stapellauf bereit. Das Boot war bis zum Sommer des Jahres fertiggestellt und wurde von der Marine am 23. Juli in den aktiven Dienst übernommen. Der Bau kostete rund 1.600.000 Mark.

### Einsätze
Das Boot bildete mit den Schwesterschiffen der kompletten Bauserie die VII. Torpedoboots-Flottille und gehörte in diesem Rahmen mit den Booten S 19 bis S 23 zur 14. Torpedoboots-Halbflottille.
Mit Kriegsbeginn wurde es im Vorpostendienst in der Nordsee und als U-Boot-Sicherung bei Vorstößen der schweren Einheiten der Hochseeflotte eingesetzt.

### Verlust
Während einer Routinefahrt zusammen mit dem Kleinen Kreuzer Hamburg rammte dieser S 21 mittschiffs und schnitt es hinter der Brücke durch. Der Versuch, das Hinterschiff zu unterfangen, misslang. Das Boot sank auf 53° 47′ N, 8° 9′ O unter Verlust von 36 Toten.